# Portland International Airport megállóhely
Portland International Airport megállóhely a Metropolitan Area Express piros vonalának északi végállomása az Oregon állambeli Portlandben, a Portlandi nemzetközi repülőtér mellett.
A megállót 2001. szeptember 30-án nyitották meg; a 2005–06-os üzleti év volt az első, amikor egymilliónál is többen fordultak meg a peronokon.
Az állomás előtti szakasz az egyik a kettő egyvágányú pálya közül; a másik a Gateway pályaudvartól nyugatra és északra található.

## Kialakítása
A megállóhely az utasfelvételi épület legdélebbi bejáratánál, a csomagfelvevő pultoktól 45 méterre helyezkedik el. Az ék alakú szigetperonon kiépített üvegtetőjű esőbeállót és a repülőtér épületének előtetőjét a ZGF Architects tervezte. Az utasfelvételi épületben nyolcvan ülőhely, jegyautomaták és indulásjelző kijelzők találhatóak. Közvetlenül a megállóhely előtt húzódik a vonal két egyvágányú szakaszának egyike (a másik a Gateway/Northeast 99th Avenue Transit Centernél van).
| Nyugat felé                                             | ← Mount Hood Avenue |
| Szigetperon, az ajtók jobb és bal oldalon is nyílhatnak |                     |
| Nyugat felé                                             | ← Mount Hood Avenue |

## Szolgáltatások
2022 őszén hétköznapokon 1425 fel- és 1298 leszállót számláltak. Az utolsó három innen induló vonat a kék vonal Ruby Junction/East 197th Avenue megállóhelyéig közlekedik. A járatsűrűség 15–30 perc. Az utazási idő Pioneer Square átszállóhelyig 40, a nyugati végállomásig pedig 60 perc.

## Művészeti alkotások
A kiírt pályázat tematikája a repülés volt. A TriMet Public Art projektje részeként a megállót a repülőtértől elválasztó falra került alkotás a projekt összköltségének 1,5%-ába került. Christine Bourdette Time Flies című alkotását „az idővel és a mozgással kapcsolatos képsorozatként” jellemezték. Bourdette emellett a peronra vezető mozgólépcsőkhöz bronzkorlátokat, a peron burkolatára pedig a mozgást szimbolizáló nyilakat tervezett.
| Előző állomás                                     |  | Metropolitan Area Express |  | Következő állomás |
| ------------------------------------------------- |  | ------------------------- |  | ----------------- |
| Mount Hood Avenuetovább Beaverton pályaudvar felé |  | Piros vonal               |  | végállomás        |

## Fordítás
- Ez a szócikk részben vagy egészben  a   Portland International Airport MAX Station című angol Wikipédia-szócikk ezen változatának fordításán alapul.  Az eredeti cikk szerkesztőit annak laptörténete sorolja fel. Ez a jelzés csupán a megfogalmazás eredetét és a szerzői jogokat jelzi, nem szolgál a cikkben szereplő információk forrásmegjelöléseként.